# Lueta
Lueta (in ungherese Lövéte) è un comune della Romania di 3 595 abitanti, ubicato nel distretto di Harghita, nella regione storica della Transilvania.
Il comune è formato dall'unione di 2 villaggi: Băile Chirui e Lueta.
La maggioranza della popolazione (oltre il 98%) è di etnia Székely.